# Déclaration de Savoie

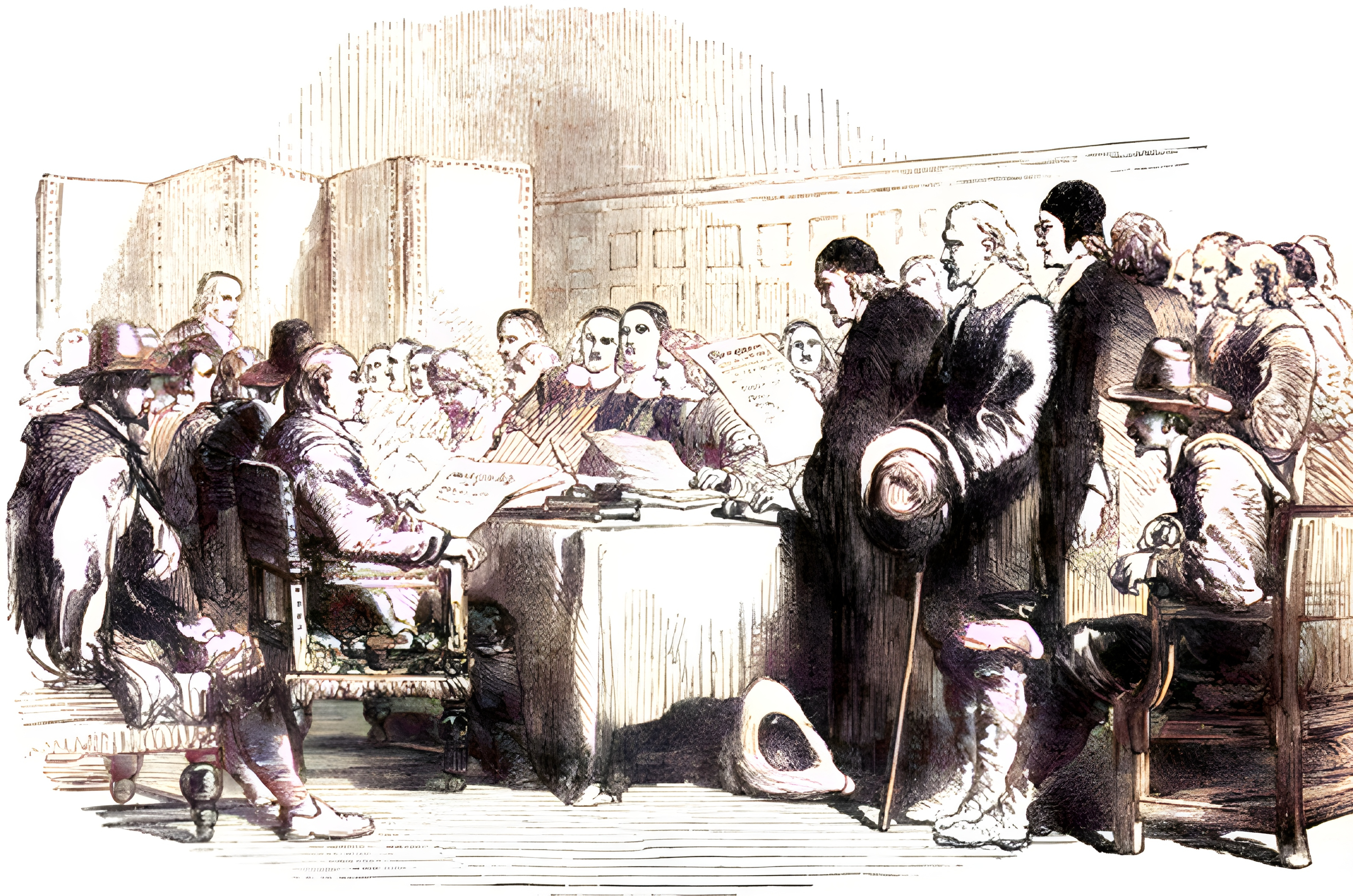
Déclaration de Savoie en 1858

La Déclaration de Savoie est une confession de foi congrégationaliste publiée en 1658. Son titre entier est Une déclaration de la Foi et de l'Ordre détenus et pratiqués dans les églises congrégationalistes en Angleterre.

## Histoire
Elle fut établie en octobre 1658 par les congrégationalistes anglais se rencontrant au Palais de Savoie, à Londres. Le théologien John Owen prit une part décisive dans l'établissement du texte. La confession de foi de Westminster a été utilisé comme canevas de base. 
La différence la plus marquante vient de l'addition d'un nouveau chapitre, Sur l'Évangile, et de l'étendue de la Grâce en conséquence. D'autres changements incluent une modification des chapitres 30 et 31 de la confession de foi de Westminster concernant le gouvernement de l'église congrégationaliste. Dans ces chapitres, l'autonomie des Églises locales est affirmée.